# Le Bal de l'Enfer
Pour plus de détails, voir Fiche technique et Distribution.
Le Bal de l'Enfer ou L'invitation au Québec (The Invitation) est un film américain réalisé par Jessica M. Thompson, sorti en 2022.

## Synopsis
À la suite de la mort de sa mère, Evie décide de passer un test d'ADN. Se croyant sans famille, la jeune femme retrace un cousin éloigné dont elle n'était pas au courant de l'existence. Après un premier contact fructueux, ce dernier l'invite à un mariage au cœur de la campagne anglaise, où elle pourra faire connaissance avec d'autres membres de sa famille. Mais derrière les charmes de l'aristocrate Walter et les élans de générosité suspects des hôtes se cachent des secrets et des intentions des plus inquiétants. Et les festivités tournent rapidement au cauchemar.

## Fiche technique
Sauf indication contraire, les informations mentionnées dans cette section peuvent être confirmées par la base de données cinématographiques IMDb,  présente dans la section « Liens externes ».
- Titre original : The Invitation
- Titre français : Le Bal de l'Enfer
- Titre québécois : L'invitation
- Réalisation : Jessica M. Thompson
- Scénario : Blair Butler et Jessica M. Thompson
- Musique : Dara Taylor
- Direction artistique : Jiri Karasek, Alistair Kay, Andrew Orlando, Miklos Selmeczy, Tamás Tárnoki et Beáta Vavrinecz
- Décors : Felicity Abbott
- Costumes : Danielle Knox
- Photographie : Autumn Eakin
- Montage : Tom Elkins
- Production : Emile Gladstone
- Production déléguée : Michael P. Flannigan et Jessica M. Thompson
- Sociétés de production : Mid Atlantic Films et Screen Gems
- Société de distribution : Sony Pictures Entertainment
- Pays de production :  États-Unis
- Langue originale : anglais
- Format : couleur - 1.85 : 1
- Genres : horreur, thriller
- Durée : 106 min
- Dates de sortie :
  - France : 24 août 2022[1]
  - États-Unis, Québec[2] : 26 août 2022
- Classification :
  - France : Avertissement : contenu sensible lors de sa sortie en salles mais déconseillé aux moins de 12 ans à la télévision.
  - États-Unis : PG-13 (Accord parental - les enfants de moins de 13 ans doivent être accompagnées par un adulte)

## Distribution
Sauf indication contraire, les informations mentionnées dans cette section peuvent être confirmées par la base de données cinématographiques IMDb,  présente dans la section « Liens externes ».
- Nathalie Emmanuel (VF : Victoria Grosbois) : Evie
- Thomas Doherty (VF : Eilias Changuel) : Walter
- Hugh Skinner (VF : Jim Redler) : Oliver
- Sean Pertwee (VF : Serge Faliu) : M. Field
- Stephanie Corneliussen (VF : Audrey Sourdive) : Viktoria
- Alana Boden (VF : Karine Foviau) : Lucy
- Scott Alexander Young (VF : Guillaume Bourboulon) : oncle Julius
- Courtney Taylor (VF : Corinne Wellong) : Grace
- Jeremy Wheeler : Jonathan Harker
- Virág Bárány : Emmaline
- Carol Ann Crawford : Mme Swift

## Production

### Tournage
Le tournage a lieu à Budapest, en Hongrie — dont le restaurant de la Maison Brudern, où Evie rencontre Oliver.

## Accueil

### Critique
En France, le site Allociné propose une moyenne des critiques spectateurs à 1,7⁄5. Dans les pays anglophone, le site Rotten Tomatoes donne une moyenne de 25 % pour 56 critiques. Le site Metacritic donne une note de 45⁄100 pour 16 critiques.

### Box-office
| Pays ou région        | Box-office      | Date d'arrêt du box-office | Nombre de semaines |
| --------------------- | --------------- | -------------------------- | ------------------ |
| France                | 179 984 entrées | 30 septembre 2022          | 5                  |
| États-Unis Canada     | 23 411 013 $    | 30 septembre 2022          | 5                  |
| Mexique               | 923,301 $       | 30 septembre 2022          | 3                  |
| Australie             | 630 789 $       | 30 septembre 2022          | n/a                |
| Total hors États-Unis | +008 600 000, $ | 30 septembre 2022          | 5                  |
| Total mondial         | +032 011 013, $ | 30 septembre 2022          | 5                  |